# Светски куп у рагбију 13 1995.
Светски куп у рагбију тринаест 1995. био је једанаести Светски куп у рагбију 13.

Домаћини турнира су били Енглеска и Велс и тада је обележено 100 година од настанка рагбија 13.
Рагби 13 репрезентација Аустралије је освојила титулу првака Света, пошто је у финалу, у Лондону, на Вемблију, пред преко 65 000 навијача савладала Енглеску.

## Учесници
- Рагби 13 репрезентација Француске
- Рагби 13 репрезентација Енглеске
- Рагби 13 репрезентација Велса
- Рагби 13 репрезентација Јужноафричке Републике
- Рагби 13 репрезентација Аустралије
- Рагби 13 репрезентација Новог Зеланда
- Рагби 13 репрезентација Фиџија
- Рагби 13 репрезентација Тонге
- Рагби 13 репрезентација Западне Самое
- Рагби 13 репрезентација Папуе Нове Гвинеје

## Стадиони
- Стадион Вембли - Лондон, 82 000 места
- Стадион Нинијан парк - Кардиф, 21 500 места
- Стадион Веч фил - Свонси, 11 500 места
- Стадион Олд Трафорд - Манчестер, 35 000 места
- Стадион Алфред Мекалпин - Хадерсфилд, 20 000 места
- Стадион Гејтсхед - Гејтсхед, 11 000 места
- Стадион Ноусли роуд - Сент хеленс, 17 000 места
- Стадион Централ парк - Виган, 30 000 места
- Стадион Булевар - Хал, 10 000 места
- Стадион Вилдерспол - Ворингтон, 9 200 места
- Стадион Кугар парк - Кили, 7 800 места

## Групна фаза такмичења
Група А
- Енглеска - Аустралија 20-16
- Фиџи - Јужноафричка Република 52-6
- Аустралија - Јужноафричка Република 86-6
- Енглеска - Фиџи 46-0
- Аустралија - Фиџи 66-0
- Енглеска - Јужноафричка Република 46-0

| Табела                    | ИГ | Д | Н | И | ПД  | ПП  | ББ | Бод. |
| ------------------------- | -- | - | - | - | --- | --- | -- | ---- |
| 1. Енглеска               | 3  | 3 | 0 | 0 | 112 | 16  | 0  | 6    |
| 2. Аустралија             | 3  | 2 | 0 | 1 | 168 | 26  | 0  | 4    |
| 3. Фиџи                   | 3  | 1 | 0 | 2 | 52  | 118 | 0  | 2    |
| 4. Јужноафричка Република | 3  | 0 | 0 | 3 | 12  | 184 | 0  | 0    |

Група Б
- Нови Зеланд - Тонга 25-24
- Папуа Нова Гвинеја - Тонга 28-28
- Нови Зеланд - Папуа Нова Гвинеја 22-6

| Табела                | ИГ | Д | Н | И | ПД | ПП | ПР  | Бод. |
| --------------------- | -- | - | - | - | -- | -- | --- | ---- |
| 1. Нови Зеланд        | 2  | 2 | 0 | 0 | 47 | 30 | +17 | 4    |
| 2. Тонга              | 2  | 0 | 1 | 1 | 52 | 53 | -1  | 1    |
| 3. Папуа Нова Гвинеја | 2  | 0 | 1 | 1 | 34 | 50 | -16 | 1    |

Група Ц
- Нови Зеланд - Тонга 25-24
- Папуа Нова Гвинеја - Тонга 28-28
- Нови Зеланд - Папуа Нова Гвинеја 22-6

| Табела           | ИГ | Д | Н | И | ПД | ПП | ПР  | Бод. |
| ---------------- | -- | - | - | - | -- | -- | --- | ---- |
| 1. Велс          | 2  | 2 | 0 | 0 | 50 | 16 | +34 | 4    |
| 2. Западна Самоа | 2  | 1 | 0 | 1 | 66 | 32 | +34 | 2    |
| 3. Француска     | 2  | 0 | 0 | 2 | 16 | 84 | -68 | 0    |

## Завршница такмичења
Полуфинале
- Енглеска - Велс 25-10
- Аустралија - Нови Зеланд 30-20 после продужетака

## Финале
Енглеска - Аустралија 8-16
Стадион Вембли у Лондону
Гледалаца: 66 540
Играч утакмице: Ендру Џонс, Аустралијанац 
Судија: Стјуарт Камингс, Енглез 

## Статистика рагбиста
Највише есеја - Стивен Мензис, Аустралијанац 6 есеја. 
Највише поена - Ендру Џонс, Аустралијанац 62 поена. 

## Дрим тим турнира
Јестин Херис, Џејсон Робинсон, Пол Нулов, Ричард Блекмор, Ентони Саливан, Бред Фитлер, Адријан Лем, Марк Карол, Ли Џексон, Дејвид Весли, Денис Бетс, Стив Мензис и Енди Фарел.

## Видео снимци
Снимак финала Енглеска - Аустралија
https://www.youtube.com/watch?v=dcF1R3xAOgg
| Прваци Света у рагбију тринаест 1995.                  |
| ------------------------------------------------------ |
| Рагби 13 репрезентација Аустралије (8. светска титула) |